# سيدني سميث (لاعب كريكت نيوزلندي)
سيدني سميث (15 يناير 1881 في ترينيداد وتوباغو - 25 أكتوبر 1963 بأوكلاند في نيوزيلندا) (بالإنجليزية: Sydney Smith)‏ هو لاعب كريكت نيوزلندي. شارك مع منتخب ترينيداد وتوباغو الوطني للكريكت. أما مع النوادي، فقد لعب مع نادي مقاطعة نورثامبتونشير للكريكت ‏ وفريق أوكلاند للكريكت ‏.

## وصلات خارجية
- سيدني سميث على موقع إي آس بي آن كريك إنفو (الإنجليزية)